# Stuart Rachels
Stuart Craig Rachels (* 26. September 1969 in New York City) ist ein amerikanischer Philosoph und Schachspieler. Er kam bei der Schachmeisterschaft der USA 1989 auf den geteilten 1. Platz und trägt den Titel eines Internationalen Meisters.   

## Leben
Stuart Rachels ist der zweitgeborene Sohn des Philosophen James Rachels. Er wuchs in Birmingham, Alabama auf und lernte im Alter von 8 Jahren das Schachspiel von seinem älteren Bruder. Im Alter von 11 Jahren, 10 Monaten und 13 Tagen erreichte er als bis dahin jüngster Spieler den Titel eines Nationalen Meisters. Mit 12 Jahren gewann er, geteilt mit David Gertler, die US Junior Open 1982. Trainiert wurde er von dem Internationalen Meister Boris Kogan. In den Jahren 1984 und 1985 nahm Rachels an den Jugendweltmeisterschaften der Altersklasse unter 16 Jahren teil und kam jeweils auf den geteilten 5. Platz. Bei der Juniorenweltmeisterschaft 1988 kam er auf Platz 16. 
Durch seinen Sieg bei der US-Juniorenmeisterschaft 1988 qualifizierte er sich für die Landesmeisterschaft 1989. Als Außenseiter mit der niedrigsten Elo-Zahl aller Teilnehmer blieb er ungeschlagen und erzielte 9,5 Punkte aus 15 Partien. Damit kam er auf den mit Yasser Seirawan und Roman Dzindzichashvili geteilten 1. Platz. Durch diesen Erfolg qualifizierte er sich für das Interzonenturnier Manila 1990, bei dem er mit 6 Punkten aus 13 Partien den 46. Platz belegte. Bei der Landesmeisterschaft 1990, die im K.-o.-System ausgetragen wurde, schied er im Viertelfinale gegen Nick de Firmian aus. Letztmals nahm er 1992 an der Landesmeisterschaft teil und kam mit 6,5 Punkten aus 15 Partien auf Platz 13. 
Im Jahr 1993 beendete er seine aktive Schachkarriere, um sich ganz seinem Hochschulstudium zu widmen. Seine Elo-Zahl beträgt seitdem unverändert 2485, dies ist gleichzeitig die höchste von ihm erreichte Wertung.
Er studierte zunächst an der Emory University und der University of Oxford. Seinen Ph.D. in Philosophie erwarb er 1998 an der Syracuse University. Er ist Associate Professor an der University of Alabama mit dem Fachgebiet Moralphilosophie. Inhaltlich knüpft er an das wissenschaftliche Werk seines Vaters an und gab mehrere seiner Werke in Neuauflagen heraus.    
Im Oktober 2009 heiratete er Heather Elliot, eine Rechtswissenschaftlerin an der University of Alabama. 